# هدد يسعي

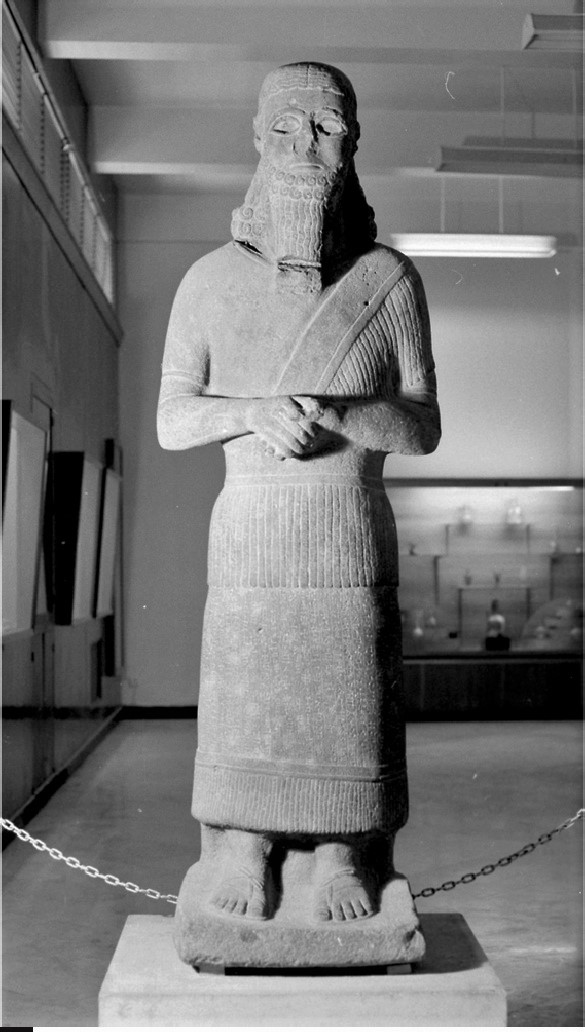
تمثال تل الفخيرية. مقتنيات المتحف الوطني بدمشق

هدد يسعي ( بالآرامية القديمة 𐡄𐡃𐡉𐡎𐡏𐡉 هديسعي، بالأكدية/الآشورية 𒁹𒌋𒀉𒀪 اداد-يتعي) كان حاكمًا لجوزانا وسيكاني في شمال سوريا (نحو 850 ق.م). كان ملكًا وكيلًا أو تابعًا للإمبراطورية الآشورية الحديثة ، وكان ابنًا لساسو-نوري، الذي شغل أيضًا منصب الحاكم قبله. المعرفة المتعلقة بحكم هدد يسعي تحصلت إلى حد كبير من تمثاله ونقشه الموجود في تل فخرية .  يُعرف هذا النقش باسم نقش الفخيرية ، وهو مكتوب باللغتين الآرامية القديمة والأكدية. 

## تمثال ونقش
في شباط/فبراير 1979م عثر مزارع سوري على تمثال من البازلت بالحجم الطبيعي لشخصية رجل واقف منحوت بطراز آشوري على حافة تل فخرية قرب فرع من نهر الخابور مقابل تل حلف ، والذي تم تحديده بجوزانا القديمة.  معظم التماثيل الحجرية المكتشفة والموثقة التي تنتمي إلى العصر الآشوري الحديث تصور إما ملوك آشور أو آلهتها. تمثال هدد يسعي، الذي يفتقر إلى العلامات أو الشارات الملكية، هو واحد من ثلاثة تماثيل حجرية معروفة من هذه الفترة تحمل صورًا لشخصيات ذات رتبة أو مقام أقل. 
استنادًا إلى السمات الأسلوبية للتمثال، جرى تأريخه مبدئيًا إلى منتصف القرن التاسع ق.م، رغم أنه قد يعود إلى القرن الحادي عشر ق.م عند النظر في السمات القديمة للعديد من الحروف الآرامية المستخدمة في النص الآرامي القديم. 
اسم صاحب النقش دون "اداد إيتي"/"هدد يسعي"، والتمثال موقوف لمعبد إله العاصفة هدد في سيكانو ، وهو إله كان يُعبد في جميع أنحاء سوريا وبلاد ما بين النهرين في ذلك الوقت. 
التمثال يحمل أكبر نقش ثنائي اللغة، باللغتين الأكدية والآرامية، وهو أقدم نقش آرامي بهذا الطول.  يحتوي النقش أيضًا على لعنة ضد أولئك الذين يريدون محو اسم هدد يسعي من معبد هدد، وحث هدد على عدم قبول تقدمات أولئك الذين فعلوا ذلك. 

## الاسم، المعنى، الجذر
هدد يسعي هو اسم آرامي، والنسخة الأكدية من الاسم في النقش ثنائي اللغة مدونة بالصيغة أداد يتي.  إن وجود حرف "س" في الآرامية بدلاً من حرف "ت" في يتاي ، وبالتالي يسعي، هو مؤشر على كيفية نطق الاسم في الآرامية. 
الجزء الثاني من اسم الملك، يثعي، مشتق من جذر سامي قديم يعني "إنقاذ"، فتكون ترجمة الاسم الكامل هي "هدد مُنقذي". 
تكمن أهمية الاسم في الدراسات السامية أنه يثبت بما لا يدع مجالاً للشك وجود أسماء شخصية آرامية مبنية على الجذر "يثع" الذي يعني ساعد، خلّص، أنقذ، ومشتقة منه.   قبل قراءة هذه النقش، ونقش آرامي آخر اكتشف في قمران، كان الباحثون يعتقدون أن الجذر اللفظي الموازي "يشع/ישע" ، والذي غالبًا ما يُعدّ جذر اسمي يسوع ويشوع، موجود فقط في اللغة العبرية التوراتية ولم يكن موجودٔا في الآرامية.  
وقد كشفت المزيد من الاكتشافات وفك رموز النقوش السامية القديمة منذ ذلك الحين عن عشرات الأمثلة الأخرى المستندة إلى هذا الجذر الثلاثي "يثع".

## هوامش
1. 1 2  Van de Mieroop, 2015, p. 241.
2. 1 2  Fales, 2011, pp. 563–564.
3. ↑  Millard، Alan. "Hadad-yith'i". referenceworks.brillonline.com. Editor in Chief: W. Hallo. مؤرشف من الأصل في 2014-12-06. اطلع عليه بتاريخ 2014-12-03.
4. ↑  Roobaert، Arlette (1996). "A Neo-Assyrian Statue from Til Barsib". Iraq. ج. 58: 83. DOI:10.1017/S0021088900003181. JSTOR:4200420.
5. ↑  Cathcart, 1996, p. 141.
6. ↑  Levine, 1996, p. 112.
7. ↑  Millard & Boudreuil, Summer 1982.
8. 1 2  Fitzmyer, 2000, pp. 123 – 125.
9. 1 2 3  "The second element contains the same base as certain ancient names in Hebrew, Ugaritic, and Old South Arabic. This is y-sh-' in Hebrew, seen in Joshua (=Jesus) meaning to 'to save'. Thus the name means 'Hadad is my salvation.'" (Millard & Boudreuil, Summer 1982.)
10. ↑  Lipinski, 1975, p. 40.